# Curtiss F9C Sparrowhawk
Curtiss F9C Sparrowhawk là một loại máy bay tiêm kích hai tầng cánh trang bị cho các tàu chiến USS Akron và Macon của Hải quân Hoa Kỳ.

## Biến thể
XF9C-1
XF9C-2
F9C-3 Sparrowhawk

## Quốc gia sử dụng
Hoa Kỳ
- Hải quân Hoa Kỳ

## Tính năng kỹ chiến thuật (F9C-2)

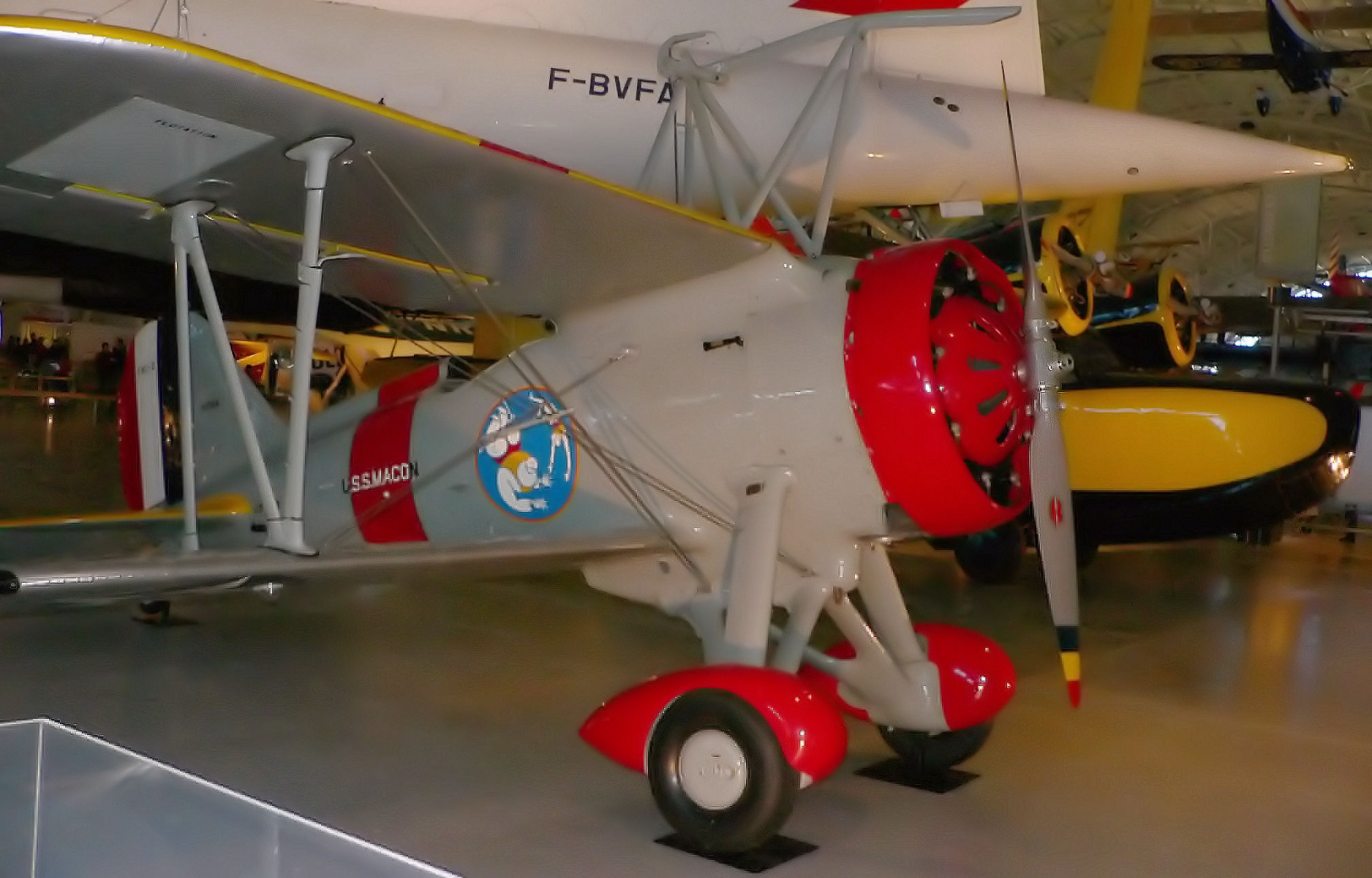

Đặc điểm tổng quát
- Kíp lái: 1
- Chiều dài: 21,08 ft (6,27 m)
- Sải cánh: 25,5 ft (7,75 m)
- Chiều cao: 10,92 ft (3,34 m)
- Diện tích cánh: 185 ft² (16,1 m²)
- Trọng lượng rỗng: 2.114 lb (959 kg)
- Trọng lượng có tải: 2.776 lb (1.259 kg)
- Động cơ: 1 × Wright R-975-E3, 415 hp (310 kW)

 Hiệu suất bay 
- Vận tốc cực đại: 176 mph (153 knot, 283 km/h)
- Tầm bay: 297 mi (258 nmi, 475 km)
- Trần bay: 19.200 ft (5.853 m)
- Vận tốc lên cao: 1.690 ft/phút (8,6 m/s)
- Tải trên cánh: 15 lb/ft² (78 kg/m²)
- Công suất/trọng lượng: 0,15 hp/lb (240 W/kg)

Trang bị vũ khí

- Súng: 2 × súng máy Browning ,30 in (7,62 mm)